# Malu Jimenez
Maria Luisa Jimenez Jimenez (São Paulo, 1971), coneguda com a Malu Jimenez, és una filòsofa brasilera destacada per la seva faceta d'activista contra la grassofòbia. Va crear el projecte Lute Como Uma Gorda i va fundar el Grup d'Estudis Transdisciplinaris del Cos Gras al Brasil.

## Trajectòria
Nascuda a São Paulo el 1971, és filla d'immigrants andalusos de la dècada del 60 al barri Butantã de la ciutat. Als anys 80, es van mudar a Rio de Janeiro i ella va aturar l'estudi uns quants anys. Quan en va fer 17, va tornar a São Paulo a estudiar i començar a treballar.
El 1998, quan tenia 23 anys, va ingressar a la universitat i es va formar en filosofia a la facultat de la Universitat Estatal Paulista a Marília, en l'interior de l'estat de São Paulo.
Va rebre una invitació per a anar a viure a Espanya i va estudiar a la Universitat de Granada, on al final va doctorar-se en Antropologia Cultural.
Li segueix la Universitat Federal de Mato Grosso, on va fer un màster en Estudis de Cultura Contemporània. Va presentar la tesi Domésticas: Cotidianos na Comensalidade sobre el comportament diari i la relació entre les treballadores domèstiques i les patrones. Gràcies a ella, és premiada per l'editora Letramento, que la publica en llibre.
Després, va escriure la tesi Lute como uma gorda: gordofobia, resistências e ativismos, en què va abordar a partir de l'acte-anàlisi (autoetnografia) qüestions com el feminisme, la cultura i els cossos obesos. D'allà en endavant, va crear el 2016 el projecte derivat Lute Como Uma Gorda i va fundar el Grup d'Estudis Transdisciplinaris del Cos Gras al Brasil, a través dels quals pretén estudiar, alertar i conscienciar dels prejudicis i l'estigma social associats a qui té un cos gras.

## Obra
- 2018 - Domésticas: cotidianos na comensalidade, editora Letramento, ISBN 978-8595300842[10][11]

- 2020 - Lute como uma gorda, editat per Casa Philos, ISBN 9788531614422[12][13]